# Mauricio Sperduti
Mauricio Ezequiel Sperduti (Rosario, Santa Fe, Argentina, 16 de febrero de 1986) es un exfutbolista argentino. Jugaba de extremo derecho. Actualmente se desempeña como entrenador asistente en la reserva de Newell's Old Boys.

## Trayectoria

### Newell's
Debutó en la Primera División de Argentina en el Torneo Apertura 2006 contra Gimnasia y Esgrima La Plata. El 14 de febrero convirtió su primer gol en primera ante Boca Juniors en la victoria de Newell's por 2-0. En la temporada 2010/11 tuvo su mejor año en el club rosarino, marcando 8 goles. En su última temporada en Rosario jugó sólo 11 partidos y marcó 1 gol, ante Lanús el 10 de agosto de 2012.

### Palermo
El 27 de enero de 2013, se dio a conocer que Sperduti jugaría en el US Palermo. Durante su estadía en el equipo italiano, sólo fue suplente, sin lograr hacer su debut oficial en la Serie A. Mantuvo contrato por diez meses y lo máximo que llegó a lograr es ser suplente en un partido amistoso pero nunca pudo lograrlo en ese lapso ya que pasaron 5 técnicos nunca pudiendo afianzarse.

### Arsenal de Sarandí
Sin oportunidades en Palermo, pasó a Arsenal de Sarandí, entrenándose por primera vez con el club de Sarandí el 4 de agosto de 2013.

### Cerro Porteño
El 1 de agosto de 2014, se confirma la llegada de Sperduti al equipo paraguayo procedente de Arsenal. Allí gana su primer título en el exterior y el segundo de su carrera profesional con el Ciclón.

### Colón
En septiembre de 2015, llega a Colón.

### Banfield
"El Gordo" firmó su contrato que lo liga a Banfield por un año a préstamo.
El mediocampista de Banfield tendría un bajo rendimiento debido a su posición más retrasada de la que habitualmente se desempeñaba, luego, sufrió la rotura del ligamento lateral interno de la rodilla derecha y no jugaría por más de un mes. Fue sustituido en el primer tiempo del encuentro ante Defensa y Justicia, tras un fuerte cruce con Rafael Delgado.
Volvería en la fecha 10 (yendo al banco de suplentes) frente a Arsenal en la misma cancha donde habría sufrido la lesión. Y en la fecha siguiente marcaría su primer gol con la camiseta de Banfield, en la victoria ante el puntero del campeonato Estudiantes de La Plata por 3-2.

### Patronato
En julio de 2018, se confirma su llegada a Patronato como agente libre.

### Oriente Petrolero
El 8 de enero de 2019, firma contrato con el Club Deportivo Oriente Petrolero llegando como el segundo goleador de su anterior equipo (Patronato).

## Selección Argentina
Sperduti jugó dos partidos con la selección de su país. El primero, un amistoso contra Venezuela en el cual vistió el dorsal 20 e ingresó en el entretiempo por Matías Defederico. Por otra parte, también disputó un encuentro amistoso contra Ecuador, entrando en el entretiempo con el dorsal 19. También fue convocado por el entonces técnico de la selección argentina Sergio Batista para la selección del medio local pensando en la Copa América 2011.

## Estadísticas
- Actualizado el 8 de agosto de 2019.

| Equipo                      | Div.                | Temporada           | Liga  | Liga  | Liga   | Copa Nacional | Copa Nacional | Copa Nacional | Copa Internacional | Copa Internacional | Copa Internacional | Otros * | Otros * | Otros * | Total | Total | Total  |
| Equipo                      | Div.                | Temporada           | Part. | Goles | Asist. | Part.         | Goles         | Asist.        | Part.              | Goles              | Asist.             | Part.   | Goles   | Asist.  | Part. | Goles | Asist. |
| Newell's Old Boys Argentina | 1.ª                 | 2006-07             | 2     | 0     | 0      | -             | -             | -             | -                  | -                  | -                  | -       | -       | -       | 2     | 0     | 0      |
| Newell's Old Boys Argentina | 1.ª                 | 2007-08             | 9     | 0     | 1      | -             | -             | -             | -                  | -                  | -                  | -       | -       | -       | 9     | 0     | 1      |
| Newell's Old Boys Argentina | 1.ª                 | 2008-09             | 31    | 2     | 3      | -             | -             | -             | -                  | -                  | -                  | -       | -       | -       | 31    | 2     | 3      |
| Newell's Old Boys Argentina | 1.ª                 | 2009-10             | 20    | 2     | 6      | -             | -             | -             | 1                  | 0                  | 0                  | -       | -       | -       | 21    | 2     | 6      |
| Newell's Old Boys Argentina | 1.ª                 | 2010-11             | 35    | 8     | 8      | -             | -             | -             | 6                  | 0                  | 2                  | -       | -       | -       | 41    | 8     | 10     |
| Newell's Old Boys Argentina | 1.ª                 | 2011-12             | 30    | 2     | 3      | -             | -             | -             | -                  | -                  | -                  | -       | -       | -       | 30    | 2     | 3      |
| Newell's Old Boys Argentina | 1.ª                 | 2012-13             | 11    | 1     | 0      | -             | -             | -             | -                  | -                  | -                  | -       | -       | -       | 11    | 1     | 0      |
| Newell's Old Boys Argentina | Total               | Total               | 138   | 15    | 21     | -             | -             | -             | 7                  | 0                  | 2                  | -       | -       | -       | 145   | 15    | 23     |
| Palermo · Italia            |                     |                     |       |       |        |               |               |               |                    |                    |                    |         |         |         |       |       |        |
| 1.ª                         | 2012-13             | 0                   | 0     | 0     | -      | -             | -             | -             | -                  | -                  | -                  | -       | -       | 0       | 0     | 0     |        |
| Total                       | Total               | 0                   | 0     | 0     | -      | -             | -             | -             | -                  | -                  | -                  | -       | -       | 0       | 0     | 0     |        |
| Arsenal Argentina           |                     |                     |       |       |        |               |               |               |                    |                    |                    |         |         |         |       |       |        |
| 1.ª                         | 2013-14             | 27                  | 1     | 0     | 2      | 1             | 0             | 8             | 0                  | 1                  | -                  | -       | -       | 37      | 2     | 1     |        |
| Total                       | Total               | 27                  | 1     | 0     | 2      | 1             | 0             | 8             | 0                  | 1                  | -                  | -       | -       | 37      | 2     | 1     |        |
| Cerro Porteño Paraguay      |                     |                     |       |       |        |               |               |               |                    |                    |                    |         |         |         |       |       |        |
| 1.ª                         | 2014                | 17                  | 1     | 5     | -      | -             | -             | 8             | 0                  | 2                  | -                  | -       | -       | 25      | 1     | 7     |        |
| 1.ª                         | 2015                | 2                   | 0     | 0     | -      | -             | -             | 1             | 0                  | 0                  | -                  | -       | -       | 3       | 0     | 0     |        |
| Total                       | Total               | 19                  | 1     | 5     | -      | -             | -             | 9             | 0                  | 2                  | -                  | -       | -       | 28      | 1     | 7     |        |
| Colón Argentina             |                     |                     |       |       |        |               |               |               |                    |                    |                    |         |         |         |       |       |        |
| 1.ª                         | 2015                | 8                   | 3     | 2     | -      | -             | -             | -             | -                  | -                  | 3                  | 0       | 3       | 11      | 3     | 5     |        |
| 1.ª                         | 2016                | 16                  | 3     | 4     | 1      | 0             | 0             | -             | -                  | -                  | -                  | -       | -       | 17      | 3     | 4     |        |
| Total                       | Total               | 24                  | 6     | 6     | 1      | 0             | 0             | -             | -                  | -                  | 3                  | 0       | 3       | 28      | 6     | 9     |        |
| Banfield Argentina          |                     |                     |       |       |        |               |               |               |                    |                    |                    |         |         |         |       |       |        |
| 1.ª                         | 2016-17             | 25                  | 2     | 2     | 2      | 0             | 0             | 2             | 0                  | 0                  | -                  | -       | -       | 29      | 2     | 2     |        |
| 1.ª                         | 2017-18             | 23                  | 3     | 2     | 2      | 0             | 1             | 4             | 1                  | 0                  | -                  | -       | -       | 29      | 4     | 3     |        |
| Total                       | Total               | 48                  | 5     | 4     | 4      | 0             | 1             | 6             | 1                  | 0                  | -                  | -       | -       | 58      | 6     | 5     |        |
| Patronato Argentina         |                     |                     |       |       |        |               |               |               |                    |                    |                    |         |         |         |       |       |        |
| 1.ª                         | 2018-19             | 15                  | 4     | 3     | 1      | 1             | 0             | -             | -                  | -                  | -                  | -       | -       | 16      | 5     | 3     |        |
| Total                       | Total               | 15                  | 4     | 3     | 1      | 1             | 0             | -             | -                  | -                  | -                  | -       | -       | 16      | 5     | 3     |        |
| Oriente Petrolero · Bolivia |                     |                     |       |       |        |               |               |               |                    |                    |                    |         |         |         |       |       |        |
| 1.ª                         | 2019                | 28                  | 7     | 3     | -      | -             | -             | 2             | 0                  | 1                  | -                  | -       | -       | 30      | 7     | 4     |        |
| Total                       | Total               | 28                  | 7     | 3     | -      | -             | -             | 2             | 0                  | 1                  | -                  | -       | -       | 30      | 7     | 4     |        |
| Total en su carrera         | Total en su carrera | Total en su carrera | 297   | 39    | 42     | 8             | 2             | 1             | 32                 | 1                  | 6                  | 3       | 0       | 3       | 340   | 42    | 52     |

*Incluye Liguilla Pre-Sudamericana.

## Palmarés

### Campeonatos nacionales
| Título          | Club          | Sede      | Año     |
| --------------- | ------------- | --------- | ------- |
| Copa Argentina  | Arsenal       | Catamarca | 2012/13 |
| Torneo Apertura | Cerro Porteño | Paraguay  | 2015    |